# Sporophila ardesiaca
El espiguero de Dubois o semillero de Dubois (Sporophila ardesiaca) es una especie de ave paseriforme de la familia Thraupidae perteneciente al numeroso género Sporophila. Es endémico del este de Brasil.

## Distribución y hábitat
Se dstribuye solamente en territorio del sureste de Brasil, en el extremo sureste de Bahía, Espírito Santo, Minas Gerais y Río de Janeiro. También en São Paulo y Goiás.
Habita en pastizales y arbustales secos y húmedos, hasta los 900 metro de altitud.

## Descripción
Mide 11 cm de longitud. El pico es gris azulado en el macho o moreno en la hembra. El macho tiene corona, face, garganta y pecho negros, contrastando con el vientre blanco; por arriba es más o menos gris. Diferente de Sporophila nigricollis que tiene vientre amarillo pálido y dorso oliváceo. La hembra, pardusca en general, es indistinguible de las de otras Sporophilas.

## Comportamiento
Es similar al de otros Sporophilas y al de S. nigricollis en particular, a quien a veces acompaña en bandadas migratorias en el interior del estado de São Paulo.

### Alimentación
Se alimentan principalmente recolectando semillas de tallos de hierbas.

### Vocalización
Similar a S. nigricollis, un canto corto y musical que usualmente termina con dos notas enfáticas y zumbadas, por ejemplo  «tsi-tsi-tsi-bsiuu-bzii-bzii».

## Sistemática

### Descripción original
La especie S. ardesiaca fue descrita por primera vez por el ornitólogo francés Alphonse Joseph Charles Dubois en 1894 bajo el nombre científico Spermophila ardesiaca; la localidad tipo es: «Brasil».

### Etimología
El nombre genérico femenino Sporophila es una combinación de las palabras del griego «sporos»: semilla, y  «philos»: amante; y el nombre de la especie «ardesiaca» proviene del latín moderno  «ardesiacus» que significa ‘de color pizarra’.

### Taxonomía
El estado taxonómico de la presente especie no está claramente entendido: parece ser un pariente muy próximo de Sporophila nigricollis, posiblemente conespecífica, tal vez un morfo de color; las zonas de distribución supuestas de ambas se sobreponen ampliamente, y tienen zonas de nidificación sintópicas; los cantos registrados son esencialmente idénticos, sugiriendo que son la misma especie, como sugerido por Sick (1997). Se requieren más estudios. Es monotípica.